# Communauté de communes des Pays Civraisien et Charlois
Die Communauté de communes des Pays Civraisien et Charlois ist ein ehemaliger französischer Gemeindeverband mit der Rechtsform einer Communauté de communes im Département Vienne in der Region Nouvelle-Aquitaine. Sie wurde am 23. Januar 2013 gegründet und umfasste 21 Gemeinden. Der Verwaltungssitz befand sich im Ort Civray.

## Historische Entwicklung
Mit Wirkung vom 1. Januar 2017 fusionierte der Gemeindeverband mit
- Communauté de communes du Pays Gencéen sowie
- Communauté de communes de la Région de Couhé

und bildete so die Nachfolgeorganisation Communauté de communes du Civraisien en Poitou.

## Ehemalige Mitgliedsgemeinden
1. Asnois
2. Blanzay
3. Champagné-le-Sec
4. Champniers
5. La Chapelle-Bâton
6. Charroux
7. Chatain
8. Civray
9. Genouillé
10. Joussé
11. Linazay
12. Lizant
13. Payroux
14. Saint-Gaudent
15. Saint-Macoux
16. Saint-Pierre-d’Exideuil
17. Saint-Romain
18. Saint-Saviol
19. Savigné
20. Surin
21. Voulême